# Мімікрія Бейтса

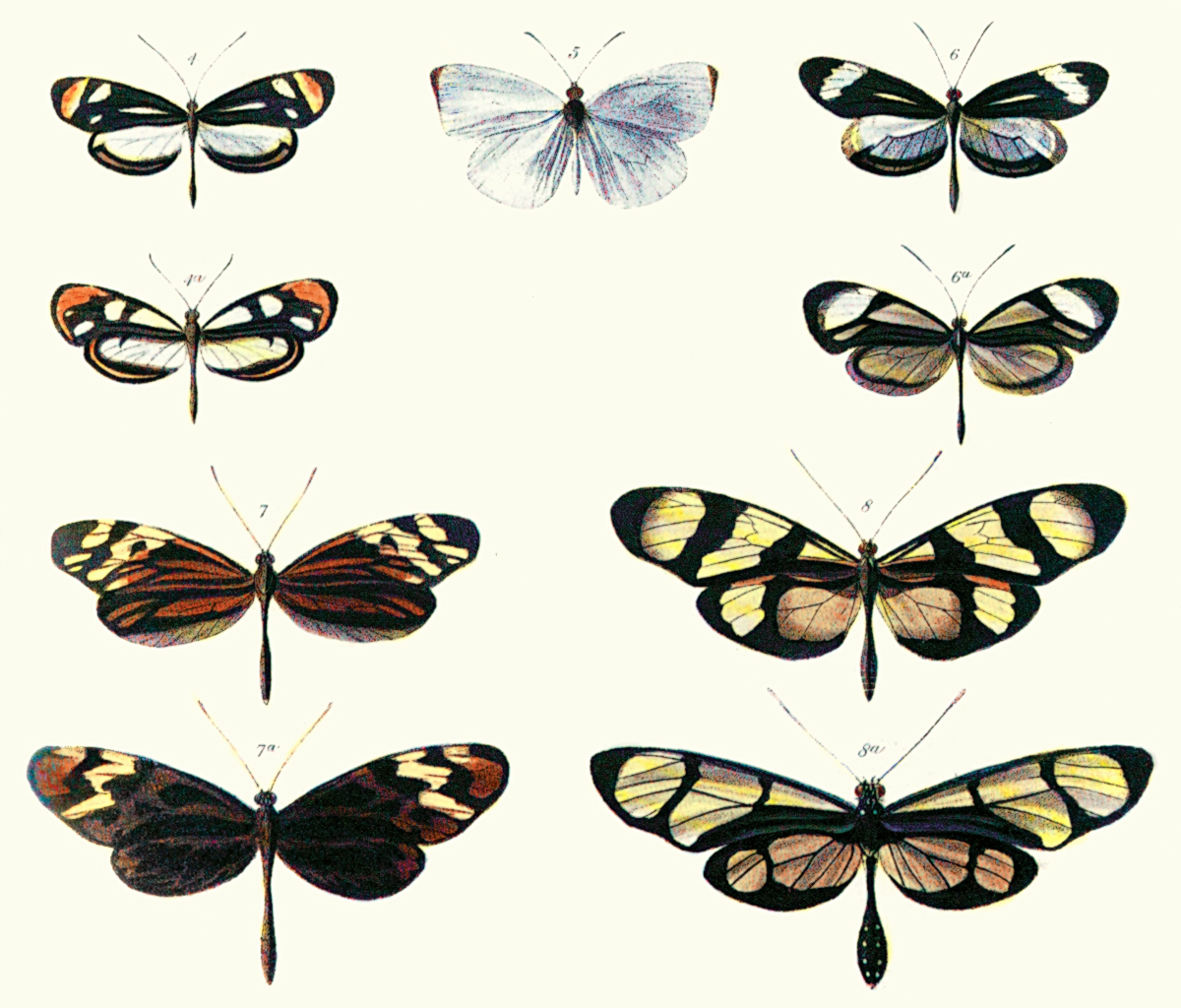
Ілюстрація Бейтса по темі бейтсовської мімікрії на якій зображені види Dismorphia (перший рядок, третій рядок) і різні Ithomiini (Nymphalidae) (другий рядок, останній рядок).

Мімікрія Бейтса, або бейтсівська мімікрія — форма мімікрії, при якій їстівний вид імітує неїстівний або отруйний. Описана в 1852 році Генрі Волтером Бейтсом.

## Приклади
Класичним прикладом мімікрії Бейтса стали метелики-стрічкарки Limenitis archippus, що повторюють забарвлення іншого виду німфалід — данаїди монарха; разом з тим, за даними деяких дослідників, обидва ці види виявляються однаково неїстівними для птахів, що відповідає визначенням не бейтсівської, а мюллерівської мімікрії.
Безпечні мухи з родини журчалок імітують апосематичне забарвлення хижих ос.